# Hydroptila wakulla
Hydroptila wakulla is een schietmot uit de familie Hydroptilidae. De soort komt voor in het Nearctisch gebied.